# Memoriał Kamili Skolimowskiej 2022
Das 13. Memoriał Kamili Skolimowskiej war eine Leichtathletik-Veranstaltung, die am 6. August 2022 im Stadion Śląski im schlesischen Chorzów stattfand. Die Veranstaltung war Teil der Diamond League, nachdem das Meeting in China wegen der Covid19-Pandemie erneut abgesagt wurde. Es war dies das erste Diamond-League-Meeting nach den Weltmeisterschaften in Eugene im Juli.

## Resultate

### Männer

#### 100 m
| Platz | Athlet                 | Land | Zeit (s) |
| ----- | ---------------------- | ---- | -------- |
| 1     | Trayvon Bromell        | USA  | 09,95    |
| 2     | Marvin Bracy           | USA  | 10,00    |
| 3     | Ackeem Blake           | JAM  | 10,00    |
| 4     | Christian Coleman      | USA  | 10,13    |
| 5     | Yohan Blake            | JAM  | 10,13    |
| 6     | Elijah Hall            | USA  | 10,14    |
| 7     | Abdul Hakim Sani Brown | JPN  | 10,15    |
| 8     | Akani Simbine          | RSA  | 10,21    |
| 9     | Kyree King             | USA  | 10,29    |

Wind: −0,7 m/s

#### 400 m
| Platz | Athlet              | Land | Zeit (s) |
| ----- | ------------------- | ---- | -------- |
| 1     | Michael Norman      | USA  | 44,11 MR |
| 2     | Kirani James        | GRN  | 44,55    |
| 3     | Bryce Deadmon       | USA  | 44,68    |
| 4     | Vernon Norwood      | USA  | 45,20    |
| 5     | Champion Allsion    | USA  | 45,35    |
| 6     | Isaac Makwala       | POL  | 45,42    |
| 7     | Michael Cherry      | USA  | 45,45    |
| 8     | Liemarvin Bonevacia | NED  | 45,50    |
| 9     | Kajetan Duszyński   | POL  | 46,08    |

#### 400 m Hürden
| Platz | Athlet             | Land | Zeit (s) |
| ----- | ------------------ | ---- | -------- |
| 1     | Alison dos Santos  | BRA  | 47,80 MR |
| 2     | Khallifah Rosser   | USA  | 48,30    |
| 3     | Wilfried Happio    | FRA  | 48,74    |
| 4     | Amere Lattin       | USA  | 48,79    |
| 5     | Julien Watrin      | BEL  | 48,91    |
| 6     | Cj Allen           | USA  | 49,01    |
| 7     | Nick Smidt         | NED  | 49,07 PB |
| 8     | Sebastian Urbaniak | POL  | 49,85    |
| 9     | Ramsey Angela      | NED  | 50,98    |

#### Weitsprung
| Platz | Athlet              | Land | Weite (m) |
| ----- | ------------------- | ---- | --------- |
| 1     | Miltiadis Tendoglou | GRC  | 8,13 MR   |
| 2     | Steffin McCarter    | USA  | 8,09      |
| 3     | Maykel Massó        | CUB  | 8,09      |
| 3     | Marquis Dendy       | USA  | 8,09      |
| 3     | Emiliano Lasa       | URU  | 7,78      |
| 6     | Filippo Randazzo    | ITA  | 7,63 SB   |
| 7     | Piotr Tarkowski     | POL  | 7,59      |
|       | Ruswahl Samaai      | RSA  | NM        |

#### Dreisprung
| Platz | Athlet               | Land | Weite (m) |
| ----- | -------------------- | ---- | --------- |
| 1     | Andy Díaz            | CUB  | 17,53     |
| 2     | Pedro Pablo Pichardo | POR  | 17,29     |
| 3     | Zhu Yaming           | CHN  | 17,25     |
| 4     | Donald Scott         | USA  | 16,44     |
| 5     | Hugues Fabrice Zango | BFA  | 16,42     |
| 6     | Christian Taylor     | USA  | 16,18     |
| 7     | Lázaro Martínez      | CUB  | 16,16     |
| 8     | Chris Benard         | USA  | 15,85     |

#### Speerwurf
| Platz | Athlet           | Land | Weite (m) |
| ----- | ---------------- | ---- | --------- |
| 1     | Jakub Vadlejch   | CZE  | 86,68     |
| 2     | Julian Weber     | GER  | 84,94     |
| 3     | Curtis Thompson  | USA  | 82,39     |
| 4     | Patriks Gailums  | LAT  | 78,22     |
| 5     | Gatis Čakšs      | LAT  | 77,14     |
| 6     | Manu Quijera     | ESP  | 76,41     |
| 7     | Marcin Krukowski | POL  | 73,91     |
| 8     | Leandro Ramos    | POR  | 68,94     |

### Frauen

#### 200 m
| Platz | Athletin              | Land | Zeit (s) |
| ----- | --------------------- | ---- | -------- |
| 1     | Shericka Jackson      | JAM  | 21,84 MR |
| 2     | Shaunae Miller-Uibo   | BAH  | 22,35    |
| 3     | Jenna Prandini        | USA  | 22,39    |
| 4     | Tynia Gaither         | BAH  | 22,70    |
| 5     | Ida Karstoft          | DEN  | 22,80    |
| 6     | Tamara Clark          | USA  | 22,82    |
| 7     | Gabrielle Thomas      | USA  | 22,86    |
| 8     | Vitória Cristina Rosa | BRA  | 22,89    |
| 9     | Nikola Horowska       | POL  | 23,44    |

Wind: +0,2 m/s

#### 400 m
| Platz | Athletin                | Land | Zeit (s)    |
| ----- | ----------------------- | ---- | ----------- |
| 1     | Femke Bol               | NED  | 49,75 NR MR |
| 2     | Natalia Kaczmarek       | POL  | 49,86 PB    |
| 3     | Candice McLeod          | JAM  | 50,22       |
| 4     | Stephenie Ann McPherson | JAM  | 50,31       |
| 5     | Anna Kiełbasińska       | POL  | 50,57       |
| 6     | Fiordaliza Cofil        | DOM  | 51,36       |
| 7     | Corinna Schwab          | GER  | 51,72       |
| 8     | Kyra Jefferson          | USA  | 51,93       |
| 9     | Justyna Święty-Ersetic  | POL  | 52,10       |

#### 800 m
| Platz                       | Athletin         | Land | Zeit (min)  |
| --------------------------- | ---------------- | ---- | ----------- |
| 1                           | Ajeé Wilson      | USA  | 1:58,28 MR  |
| 2                           | Sage Hurta       | USA  | 1:58,40     |
| 3                           | Anita Horvat     | SVN  | 1:58,96 PB  |
| 4                           | Elena Bellò      | ITA  | 1:58,97 =PB |
| 5                           | Allie Wilson     | USA  | 1:59,35     |
| 6                           | Christina Hering | GER  | 1:59,51 SB  |
| 7                           | Adrianna Czapla  | POL  | 1:59,86 PB  |
| 8                           | Lore Hoffmann    | SUI  | 2:00,76     |
|                             | Brooke Feldmeier | USA  | DNF         |
| Aneta Lemiesz (Pacemakerin) | POL              | DNF  |             |

#### 1500 m
| Platz                     | Athletin                     | Land | Zeit (min)    |
| ------------------------- | ---------------------------- | ---- | ------------- |
| 1                         | Diribe Welteji               | ETH  | 3:56,91 MR PB |
| 2                         | Gudaf Tsegay                 | ETH  | 3:58,18       |
| 3                         | Hirut Meshesha (Pacemakerin) | ETH  | 4:00,93       |
| 4                         | Heather MacLean              | USA  | 4:01,38 PB    |
| 5                         | Sofia Ennaoui                | POL  | 4:01,39 SB    |
| 6                         | Axumawit Embaye              | ETH  | 4:01,56       |
| 7                         | Netsanet Desta               | ETH  | 4:01,83       |
| 8                         | Adelle Tracey                | JAM  | 4:02,36 PB    |
| 9                         | Cory McGee                   | USA  | 4:02,85       |
| 10                        | Eliza Megger                 | POL  | 4:03,04 PB    |
| 11                        | Habitam Alemu                | ETH  | 4:03,53       |
| 12                        | Kristiina Mäki               | CZE  | 4:05,01       |
| 13                        | Josette Norris               | USA  | 4:05,08       |
| 14                        | Lemlem Hailu                 | ETH  | 4:09,89       |
|                           | Kendra Chambers              | USA  | DNF           |
| Zoya Naumov (Pacemakerin) | ESP                          | DNF  |               |

#### 3000 m
| Platz | Athletin                               | Land | Zeit (min) |
| ----- | -------------------------------------- | ---- | ---------- |
| 1     | Sifan Hassan                           | NED  | 8:39,27 MR |
| 2     | Ejgayehu Taye                          | ETH  | 8:40,14    |
| 3     | Margaret Kipkemboi                     | KEN  | 8:40,96    |
| 4     | Alicia Monson                          | USA  | 8:41,61    |
| 5     | Caroline Chepkoech Kipkirui            | KAZ  | 8:41,96 SB |
| 6     | Gloria Kite                            | KEN  | 8:42,33    |
| 7     | Konstanze Klosterhalfen                | GER  | 8:42,34    |
| 8     | Hawi Feysa                             | ETH  | 8:42,45    |
| 9     | Zerfe Wondemagegn                      | ETH  | 8:43,33    |
| 10    | Maureen Koster                         | NED  | 8:43,69    |
| 11    | Fantu Worku                            | ETH  | 8:45,74    |
| 12    | Ayal Dagnachew                         | ETH  | 8:47,10    |
| 13    | Diane van Es                           | NED  | 8:49,55 PB |
| 14    | Viktória Wagner-Gyürkés                | HUN  | 8:50,31 PB |
| 15    | Laura Galván                           | MEX  | 8:51,82    |
| 16    | Elena Burkard                          | GER  | 8:53,54 SB |
| 17    | Beata Topka                            | POL  | 8:57,20 PB |
|       | Peninnah Wangari Wachira (Pacemakerin) | KEN  | DNF        |

#### Hochsprung
| Platz | Athletin              | Land | Höhe (m) |
| ----- | --------------------- | ---- | -------- |
| 1     | Safina Saʼdullayeva   | UZB  | 1,92     |
| 2     | Jaroslawa Mahutschich | UKR  | 1,94     |
| 3     | Kateryna Tabaschnyk   | UKR  | 1,88     |
| 4     | Elena Vallortigara    | ITA  | 1,91     |
| 4     | Marija Vuković        | MNE  | 1,88     |
| 6     | Iryna Heraschtschenko | UKR  | 1,88     |
| 7     | Nadeschda Dubowizkaja | KAZ  | 1,88     |
| 8     | Rachel McCoy          | USA  | 1,84     |
| 9     | Julija Lewtschenko    | UKR  | 1,84     |

#### Kugelstoßen
| Platz | Athletin            | Land | Weite (m) |
| ----- | ------------------- | ---- | --------- |
| 1     | Chase Ealey         | USA  | 20,38 MR  |
| 2     | Jessica Schilder    | NED  | 19,84 NR  |
| 3     | Sarah Mitton        | CAN  | 19,44     |
| 4     | Fanny Roos          | SWE  | 19,42 NR  |
| 5     | Auriol Dongmo       | POR  | 19,27     |
| 6     | Danniel Thomas-Dodd | JAM  | 19,13     |
| 7     | Magdalyn Ewen       | USA  | 18,50     |
| 8     | Jessica Ramsey      | USA  | 18,22     |

#### Speerwurf
| Platz | Athletin          | Land | Weite (m) |
| ----- | ----------------- | ---- | --------- |
| 1     | Haruka Kitaguchi  | JPN  | 65,10 SB  |
| 2     | Barbora Špotáková | CZE  | 62,29 SB  |
| 3     | Liveta Jasiūnaitė | LTU  | 61,79     |
| 4     | Kara Winger       | USA  | 61,75     |
| 5     | Elina Tzengko     | GRC  | 61,72     |
| 6     | Līna Mūze         | LAT  | 58,82     |
| 7     | Sara Kolak        | CRO  | 56,68     |
| 8     | Yulenmis Aguilar  | CUB  | 54,01     |